# Geórgios Zarífis
Geórgios Zarífis (griego : Γεώργιος Ζαρίφης, 1810-1884; inglés: Georgios Zariphis), fue un destacado banquero y financista griego otomano. También era muy conocido como un importante benefactor de su tiempo. Zariphis conoció al sultán Abdul Hamid II cuando este último era un Shahzade con pocas expectativas de ascender al trono. El príncipe tenía problemas financieros, por lo que decidió llamar a Zariphis por la experiencia para gestionar su fortuna personal. Después de que Abdul Hamid se convirtiera en sultán, continuó requiriendo de los servicios de asesoramiento de Zarifi.
Mientras se vivía un momento de una gran angustia financiera en el Imperio Otomano, e incluso se declaró el Imperio en quiebra, Zariphis fue uno de los banqueros Galata que estuvo involucrado en la recaudación de la deuda del Imperio. También participó en la creación de Duyun-u Umumiye (Oficina de la Deuda Pública) en 1881 que se encargaba de supervisar la recaudación de impuestos y pagos de la deuda del Imperio Otomano.
Zariphis también patrocinó la fundación de escuelas griegas, que fueron nombrados después de escuelas Zariphia: como el Zariphios Schoolen Philippopolis (en la actualidad: Plovdiv, de nombre otomano: Filibe) y Dede Aghach (actualmente: Alexandroupoli). 

## Las huellas de Zariphis en la Estambul actual
Uno de los edificios del Hospital griego de Balikli se llama Zariphion en su honor, no por un legado específico sino en señal de recuerdo y agradecimiento de las muchas donaciones que hizo durante su vida. La mansión de verano de Georgios Zariphis, Zarifi Kosku, en el distrito de Yeniköy es un edificio catalogado y protegido como histórico. En 2005 comenzó un proceso de renovación como sede de la Federación de Fútbol de Turquía.
Un restaurante en el distrito de Beyoglu lleva el nombre de Zariphis, como un juego de la palabra zarif ("gentil") que hace referencia a Yorgo Zarifi.
En septiembre de 1955, durante los disturbios que se dieron en Estambul en contra de Grecia, su tumba fue destrozada en una revuelta fanática.